# Chloris monguilloti
O Verdilhão-do-vietname (Chloris monguilloti ou Carduelis monguilloti) é uma espécie de ave da família Fringillidae.

## Descrição
O verdilhão-do-Vietname tem um comprimento de 13,5 a 14 cm, o macho tem a cabeça negra e o dorso preto-esverdeado; o pescoço, a garganta, o ventre, os flancos e o uropígio são amarelos; o peito é amarelo sarapintado de preto; as asas são pretas com uma barra amarela , a cauda é preta com penas amarelas, as patas e o bico são rosados. A fêmea é parecida com o macho mas as cores são mais apagadas e é mais sarapintada no peito. Os juvenis têm as cores mais pálidas do que as fêmeas, com o preto dos adultos a tornar-se em castanho-escuro; o uropígio é amarelo.

## Distribuição
Endémico do Vietname, distribui-se pelo sul de Annam, panalto de Da Lat.

## Taxonomia
Descoberto por Delacour, em 1926, no sul do Vietname, em Da Lat, Annam. Deu-lhe o nome de Hypacanthis monguilloti. Tem sido sugerido que seja integrado no género Chloris, recuperado, juntamente com o Verdilhão (Chloris chloris), o Verdilhão-oriental (Chloris sinica), o Verdilhão-de-cabeça-preta (Chloris ambigua) e o Verdilhão-de-peito-amarelo (Chloris spinoides). Sem subespécies.

## Habitat
Os seus habitats naturais são florestas  húmidas tropicais ou subtropicais, florestas  de montanha tropicais ou subtropicais, terrenos de cultivo, pastagens, jardins rurais, pinhais. Encontra-se a altitudes que vão dos 1050 aos 1900m.

## Alimentação
Alimenta-se de sementes, principalmente de pinhões de Pinus kesiya, mas também de insectos, como as térmitas aladas, que apanham em pleno voo. Segundo fotos de Ottaviani (2011) consome ainda sementes de algumas asteráceas como Tithonia tagetiflora e Echinacea purpurea, uma equinácia.

## Nidificação
A fêmea constrói o ninho onde põe cerca de 4 ovos azulados com pintas castanhas, que ela incuba durante cerca de 13 dias. Depois de nascerem as crias são alimentados pelos dois progenitores.

## Ameaças
Está ameaçada por perda de habitat, nomeadamente a desflorestação para a agricultura e para produção de carvão vegetal.
Foi considerada pela IUCN em 2004 e 2008 como espécie Quase ameaçada, mas em 2012 foi considerada como Pouco Preocupante, pois a espécie parece estar a aumentar, em virtude do incremento do Pinus kesiya que vai ocupando as zonas desflorestadas.

### Fotos
- The Internet Bird Collection Vietnamese-greenfinch
- Oriental Bird Images Vietnamese-greenfinch
- Birdguides Vietnamese-greenfinch
- Oiseaux.net Verdier du Vietnam
- Flickr Vietnamese-greenfinch